# La noche más larga
La noche más larga es una película dramática española, estrenada el 23 de septiembre de 1991 en la sección oficial del Festival de Cine de San Sebastián. Fue dirigida por José Luis García Sánchez y protagonizada por Juan Echanove, Carmen Conesa y Juan Diego.
La película debía llamarse 'El año que murió Franco', nombre basado en el libro homónimo del periodista Pedro J. Ramírez, pero finalmente se decidió titularla La noche más larga en referencia a uno de los versos de la canción Al alba escrita por Luis Eduardo Aute.

## Sinopsis
Un abogado y un fiscal militar recuerdan el juicio en el que ambos se enfrentaron, el cual condujo a las últimas ejecuciones del franquismo llevadas a cabo el 27 de septiembre de 1975. Los acusados eran un grupo de jóvenes que asesinaron a un policía durante una acción terrorista y las posibilidades de lograr el indulto eran escasas, pese a la presión de gobiernos de todo el mundo.

## Reparto
| - Juan Echanove como Juan. - Carmen Conesa como Gloria. - Gabino Diego como Fito. - Fernando Guillén Cuervo - Alberto Alonso como Secretario Arzobispado. - Juan José Otegui como El General. - Juan Diego como Menéndez. - Francisco Casares como Presidente Jurado. - Joaquín Climent como Asesor-Instructor. - Ernesto Martín como Ponente Juicio. - Pepe Cantero como Defensor Militar. - Enrique Escudero como Evelio. - José Carlos Gómez como Mario. - Concha Leza como Viuda de Militar. - María Galiana como Madre de Juan. - Antonio Requena como Padre de Evelio. - Silvia Casanova como Madre de Evelio. - Pilar Massa como Mujer Embarazada. | - Juan Antonio Gálvez como Emilio. - Fernando De Juan como Fernando. - José Luis Santos como Ramón. - Beatriz Bergamín como Concha - Ángel Burgos como Pedrito. - Paloma Catalán como Antonia. - Paula Soldevila como Abogada. - Montse G. Romeu como Pilar. - John Hopewell como John. - Francisco Plaza como Pablo. - Janfri Topera como Cura. - Vicente Díez como Hombre miope. - Claudio Sierra como Oficial. - Josep Linuesa como Chico. - Vicente Genovés - Lola Manzano - Sergio Otegui - Luis Perezagua como Guardia de Prisión. |